# Eulithidium comptum
Eulithidium comptum är en snäckart som först beskrevs av Gould 1855.  Eulithidium comptum ingår i släktet Eulithidium och familjen turbinsnäckor. Inga underarter finns listade i Catalogue of Life.